# Hénin-Beaumont
Hénin-Beaumont è un comune francese di 26 164 abitanti situato nel dipartimento del Passo di Calais nella regione dell'Alta Francia.

## Società

### Evoluzione demografica
Abitanti censiti

## Amministrazione

### Gemellaggi
- Konin
- Herne
- Wakefield
- Rufisque
- Rolling Meadows (Illinois)